# Medal „Za obronę Odessy”
Medal „Za obronę Odessy” (ros. Медаль «За оборону Одессы») – radzieckie odznaczenie wojskowe. 
Medal „Za obronę Odessy” został ustanowiony dekretem Prezydium Rady Najwyższej ZSRR z 22 grudnia 1942 roku, jednocześnie zatwierdzono jego regulamin i opis odznaki.

## Zasady nadawania
Zgodnie z regulaminem, medalem nagradzani byli wszyscy uczestnicy obrony Odessy podczas II wojny światowej – żołnierze Armii Czerwonej, Floty Czerwonej i wojsk NKWD, a także osoby cywilne biorące bezpośredni udział w obronie. Osoby cywilne mogły być również odznaczone tym medalem za udział w organizacji przedsięwzięć obronnych, budowie umocnień i rubieży obronnych, w organizacji i bezpośredniej pomocy w obronie przeciwlotniczej miasta, w zwalczaniu pożarów, ochronie i obronie urządzeń komunalnych, organizacji i obsłudze łączności i transportu, udzielanie pomocy chorym i rannym oraz dzieciom.
Medal był nadawany niezależnie od innych odznaczeń, którymi nagradzano osoby za czyny męstwa i odwagi w obronie Odessy. Łącznie nagrodzono tym medalem ponad 30 tys. osób (dane na 1985).

## Opis odznaki
Odznaką Medalu „Za obronę Odessy” jest wykonany z mosiądzu krążek o średnicy 32 mm. Na awersie medalu umieszczone zostały postacie czerwonoarmisty i marynarza z karabinami, skierowane w lewo, na tle latarni morskiej i linii brzegu. Nad postaciami napis: CCCP (pol. „ZSRR”). W otoku w górnej części umieszczono napis: ЗА ОБРОНУ ОДЕССЫ (pol. „ZA OBRONĘ ODESSY”), a w dolnej części laurowy wieniec przewiązany wstążką z umieszczoną na niej pięcioramienną gwiazdą. Napis od wieńca oddzielony jest gwiazdami. Na rewersie medalu znajduje się symbol ZSRR – sierp i młot oraz napis ЗА НАШУ СОВЕТСКУЮ РОДИНУ (pol. „ZA NASZĄ RADZIECKĄ OJCZYZNĘ”).
Medal zawieszony był na metalowej pięciokątnej blaszce obciągniętej wstążką koloru oliwkowego z wąskim niebieskim paskiem pośrodku (wstążka oraz rewers zbliżone do Medalu „Za obronę Sewastopola”).
Medal noszono na lewej piersi, w kolejności po Medalu „Za obronę Moskwy”.